# Microcalicha tchraparia
Microcalicha tchraparia là một loài bướm đêm trong họ Geometridae.